# Grim’s Mound
Der nichtmegalithische Rundhügel Grim’s Mound liegt nördlich des Weilers Grimblethorpe am unbefestigten Viking Way auf dem Gebiet von Gayton le Wold in Lincolnshire in England.
Der gut erhaltene runde Grabhügel ist etwa 2,5 m hoch und hat 20 m Durchmesser. Der Hügel liegt 110 m über dem Meeresspiegel am höchsten Punkt eines Nord-Süd verlaufenden Sporns mit Blick auf die umliegende Hügellandschaft. Von Bedeutung für die Platzwahl war wahrscheinlich auch die Tatsache, dass ein Nebenfluss des Bain westlich vorbeifließt. Der Bain steht mehrfach im Zusammenhang mit diesen Denkmälern, die meisten liegen weiter südlich wie das Henge Shearman’s Wath. Die Felder am Hügel sind reich an Feuerstein. 

## Etymologie
Grim ist ein Synonym für den heidnischen Gott Odin. Siehe auch Grimsby (Grims Ort), Grim’s Dyke (für den Antoninuswall), Grim’s Ditch (ein Erdwerk), Grims lake (Grims See), Grimes Graves (Feuersteinminen), Grimsbury Castle Hillfort in Oxfordshire, Grimsthorpe Castle in England und Grimstorp (Grims Dorf) bei Esbjerg in Dänemark, Grimspound in Cornwall, Grimsay, eine Hebriden- und Graemsay eine Orkney-Insel, Grimstad ein Ort in Norwegen sowie mehrere Orte mit dem Namen Grimston in England.
Von Interesse ist, dass in der Nähe die Überreste mittelalterlicher Dörfer liegen (West Wykeham, East Wykeham, Calcethorpe, South Cadeby und Biscanthorpe), deren Suffixe „-ing“, „-ingham“ und „-ham“ (Heim) sowie über 600 mal „-by“ (Ort) und über 300 mal „-thorpe“ (Dorf) (entspricht der deutschen Endung „-trop“ in Bottrop, Waltrop, Castrop, Finnentrop etc.) auf nordeuropäische Siedler schließen lassen.

## Kontext
Nichtmegalithische Rundhügel sind eine neolithische oder bronzezeitliche Erscheinung, die sich, inmitten des größeren Verbreitungsgebietes der Nichtmegalithischen Langhügel gelegen, auf den Nordosten Englands konzentriert und typologisch zu den Megalithanlagen gezählt wird. 
Die etwa 40 erhaltenen Rundhügel enthalten Mehrfachbestattungen mit wenigen Grabbeigaben. Auf der Callis Wold in Ost-Yorkshire und im Seamer Moore in North-Yorkshire weisen Fundamentgräben für Holzfassaden und eine Konzentration der Bestattungen in gerader Linie darauf hin, dass die Kammerbauweise mit derjenigen unter den Long Barrows identisch war.